# RIAJ有料音楽配信チャート
RIAJ有料音楽配信チャート（RIAJゆうりょうおんがくはいしんチャート）は、日本レコード協会（RIAJ）が2009年4月から2012年7月まで実施していた日本の音楽配信チャート。シングル・トラック（着うたフル）の有料ダウンロード数を集計し、毎週金曜日の午前11時(JST)に週単位でのチャートの発表を行なっていた。別称は着うたフル有料音楽配信チャート、通称はレコ協チャート。このチャートにはmu-moやmusic.jp、レコチョク、oricon ME、dwango.jp、moraなど計17事業者が情報提供協力を行っていた。
前身として過去には着うたのダウンロード数を集計したチャート発表も行っていた。前身チャートは2009年2月をもって廃止されている。本稿はこの前身チャートも含めた説明を行う。

## 経緯
日本レコード協会は、チャートの形となる以前の2005年8月からすでに、会員社を対象に調査した日本での音楽配信販売統計を発表していた。当初の「有料音楽配信チャート」（通称「レコ協チャート」）は、この統計を基にした着うたの月次チャートとして2006年9月（同年8月度）からスタートしたものである。2006年8月度の着うたチャートで1位を獲得したのは、大塚愛の「ユメクイ」だった。
その後、音楽配信市場の主役が着うたから着うたフルへと移行したことにより、2009年3月（同年2月度）を最後に同チャートは廃止された。同チャートで最後に1位を獲得したのは、GReeeeNの「刹那」だった。翌4月から着うたフルを対象とした週次チャートとして再開された。
この着うたフルチャートで最初に1位を獲得したのは、倖田來未×misonoの「It's all Love!」だった。なお2010年より年間チャートを100位まで発表しており、最初の年間チャート（2009年12月第3週-2010年12月第2週）で1位を獲得したのは、西野カナの「会いたくて　会いたくて」であった。
2012年7月27日発表分をもって、着うたフルチャートが休止となり、事実上終了した。同チャートで最後に1位を獲得したのは、西野カナの「GO FOR IT!!」だった。

## データ提供事業者と集計期間
「着うたフル」チャートは、日本では同業界最大手のレコチョクをはじめ、「music.jp」を運営するエムティーアイ、「dwango.jp」を運営するドワンゴ、「ミュゥモ」を運営するエイベックス・マーケティング、「mora」を運営するレーベルゲート（以上、スタート当初からの参加5社）、加えて2010年2月10日付及びそれ以降からの新たな参加各社（oricon MEやMUSICOなどを含む）からなる計17社を「データ提供協力配信事業者」とし、これら参加会社から音楽配信売上のデータ提供を受けて作られている。
なお、上記データ提供事業者のうち、最大手のレコチョク(旧名レーベルモバイル)1社だけでも年間1億件〜1億2千万件の「着うたフル」ダウンロード件数が存在し、これはオリコンチャート（シングルチャート）が対象とする全国のCDシングル年間売上件数（4500万枚弱、2009年実績）の2.5倍程度となることを考え合わせると、「当代どの曲が最も愛好されているか」を測る指標としての信頼度・優位性は、オリコンチャートよりも高いといえる（ただし、オリコンチャートのような件数表示の公表がないため、例えば別々の週の1位同士の大小比較ができない。この点は、日本レコード協会が別途発表している「ゴールド等認定」で概算の累計のみ知ることはできるが、「10万・25万・50万・75万」件という大まかなものであり、かつ100万件以上の刻みが200万、300万と粗い等、資料機能の点において十分ではない。）。対象期間は水曜日から翌週の火曜日までで、集計結果は同週の金曜日に公開されている。
なお日本レコード協会のウェブサイトで「着うたフル(R)有料音楽配信チャート」と表記されていることからも明らかなように、iTunesなどPC向けダウンロード数はチャートに組み込まれていない。また、インターネットを経由し、スマートフォン（iPhone・Android）携帯で聞く配信についても、同様に組み込まれていない。

## 年間首位獲得作品
| 年度                 | 曲                      | アーティスト             | 出典   |
| -------------------- | ----------------------- | ------------------------ | ------ |
| 2007年（着うた）     | 愛唄                    | GReeeeN                  | [ 16 ] |
| 2007年（着うたフル） | 愛唄                    | GReeeeN                  | [ 17 ] |
| 2007年（PC配信）     | Flavor Of Life          | 宇多田ヒカル             | [ 18 ] |
| 2010年               | 会いたくて 会いたくて   | 西野カナ                 | [ 10 ] |
| 2011年               | マル・マル・モリ・モリ! | 薫と友樹、たまにムック。 | [ 19 ] |

## 各種記録

### 週数
| 項目                           | 記録   | 作品               | アーティスト | 備考                         |
| ------------------------------ | ------ | ------------------ | ------------ | ---------------------------- |
| 首位獲得週数（作品別）         | 4週    | 遥か               | GReeeeN      | 4週連続                      |
| 首位獲得週数（作品別）         | 4週    | 祈り～涙の軌道     | Mr.Children  | 4週連続                      |
| 首位獲得週数（作品別）         | 4週    | if                 | 西野カナ     | 合算週(2010/8/10-17)含む     |
| 首位獲得週数（作品別）         | 4週    | ビリーヴ           | シェネル     | 4週連続                      |
| 首位獲得週数（アーティスト別） | 計23週 | もっと… など10作品 | 西野カナ     | 次点はEXILEの計13週（8作品） |